# Champoreau
Un champoreau est une boisson chaude, à base de vins et/ou surtout de liqueurs.
Il peut s'agir aussi en pratique soit d'un mélange de café et de liqueurs, ou encore de vin ou d'un autre alcool, soit d'un simple bouillon au vin rouge. En France, ce premier breuvage peut aussi être appelé café-goutte ou café-liqueur.

## Origine du mot
Le mot est une adaptation française de l'espagnol populaire champorro, signifiant « mélange, mixture » (dérivé du verbe chapurrar : « mélanger des liquides »). Le terme espagnol désigne à l'origine un mélange de liqueurs, et a aussi donné le champurrado dans les cuisines mexicaine et philippine.

## Une boisson des colons du Maghreb
Dans la deuxième moitié du XIXe siècle, le champoreau est présenté comme une boisson omniprésente dans l'Algérie nouvellement colonisée. On le trouve cité en 1866 dans les Lettres de mon moulin, d'Alphonse Daudet (dans la nouvelle A Milianah), et aussi dans Tartarin de Tarascon. Le même mélange de café et d'alcool porte, à cette époque, un autre nom en métropole : il est appelé un gloria.
Ce terme est également associé, dans les débuts de la bande dessinée (plus précisément en 1896), aux champoreaux d'honneur auxquels participe fréquemment le sapeur Camember (qui, en tant que sapeur, fait partie de troupes marquées par la conquête coloniale).

## En Dauphiné
On trouve cette boisson à La Salette-Fallavaux en Isère. Elle était composée d'eau-de-vie et de café chaud (ancêtre de l'Irish coffee ?).

## Dans le nord de la France
Cette boisson est connue sous le nom de « bistouille » dans les départements du Nord et du Pas-de-Calais, où elle est composée de café et de genièvre ou de cognac.

## En Normandie
Cette boisson peut être aussi connue sous le nom de café-calva, composée en l'occurrence de café et de calvados.

## En Espagne
Une boisson apparentée au champoreau s'appelle le Carajillo en Espagne, à Cuba et dans d'autres pays hispanophones. 
Le nom vient du mot espagnol coraje (courage), qui a donné corajillo puis carajillo, car cette boisson était censée donner du courage, revigorer les forces coloniales espagnoles, notamment pendant l'occupation espagnole de Cuba au XIXe siècle. 
Il existe une autre boisson proche du champoreau et du carajillo mais aussi de l'Irish coffee appelée le café asiático, une spécialité de Carthagène, dont la caractéristique déterminante est l'ajout de lait concentré et l'utilisation de la Licor 43, produite d'ailleurs dans la ville de Carthagène. 

## Au Portugal
Une boisson très similaire au champoreau est aussi consommée au Portugal, connue ici sous le nom de café com cheirinho (café avec une certaine odeur, désignant ici l'eau-de-vie) ou bica com cheirinho. 
À Madère et aux Açores, il est aussi connu sous le nom de café com música.

## En Italie
On le connaît sous le nom de caffè corretto (littéralement « café corrigé » en français), en Italie, où il peut être composé d'espresso et de sambuca (corretto a sambuca), de cognac ou de grappa.
Le rexentin (aussi connu sous le nom de raxentin) est une tradition de la région de Vénétie en Italie, apparentée à la rincette normande. Après avoir bu le caffè corretto, on additionne au reste de la boisson le spiritueux, quel qu'il soit, utilisé au préalable pour la préparation du caffè corretto, et on boit le mélange à la manière d'une rincette.  

## En Scandinavie
Il est connu en Suède et dans la région norvégienne du Trøndelag sous le nom de « karsk » en Norvège (« kaffekask » en Suède, du vieux norrois karskr, signifiant vigoureux, agile ou en bonne santé).
L'homme politique norvégien Trond Giske a dit : « Toute personne ayant grandi dans la région du Trøndelag a bu du karsk à un moment dans sa vie ».

### Consommateurs de karsk connus
- Trond Giske, homme politique norvégien et ancien ministre de la Culture en Norvège
- Petter Northug, skieur de fond norvégien[9]
- Bjarne Brøndbo, musicien norvégien du groupe D.D.E[10]